# 离石郡
离石郡，中国古代的郡。
北周改怀政郡置，治所在离石县（今山西省吕梁市离石区）。隋朝开皇初年省。大业初年，改石州为离石郡，仍治离石县。辖境相当今山西省临县、方山、吕梁、柳林、中阳等市县地。唐朝武德元年（618年），复改为石州。 